# شريف النحال
شريف النحال (ولد في 5 يونيو 1985) هو طبيب أمريكي من أصل مصري، شغل منصب المفوض الحادي والعشرين لقسم الصحة بولاية نيوجرزي سنة 2018، ثم صار رئيسًا ورئيسًا تنفيذيًا للمستشفى الجامعي في نيو آرك سنة 2019.

## حياته
ولد شريف النحال في ولاية نيوجرزي لأبوين طبيبين مهاجرَين من مصر، ونشأ في مدينة لينوود وضاحية غالواي، ثم التحق بمدرسة سانت أوغسطين الإعدادية قبل أن يلتحق بمدرسة مينلاند الثانوية الإقليمية، التي تخرج فيها سنة 2003.
حصل النحال على شهادة الطب وماجستير إدارة الأعمال (شهادة مزدوجة) من جامعة هارفارد، ثم حصل على درجة البكالوريوس في الفيزياء الحيوية من جامعة جونز هوبكينز، وفي سنة 2015، اختار الرئيس باراك أوباما النحال ضمن برنامج زمالات البيت الأبيض. وقد شغل النحال منصب رئيس الجودة والأمان بإدارة صحة المحاربين القدماء التابع لقسم شؤون المحاربين القدماء الفيدرالي الأمريكي.